# Fluten
Fluten ist ein deutscher Kinofilm von Georg Pelzer. Das Drama hatte seine Uraufführung am 23. Oktober 2019 bei den Internationalen Hofer Filmtagen, der Kinostart erfolgte am 29. Oktober 2020.

## Handlung
Jonas verliert seinen Job in einem Hamburger Start-up und er schafft es nicht, seiner Freundin Katharina davon zu erzählen. Kurz vor ihrem ersten Staatsexamen in Jura steht sie stark unter Druck und er möchte sie nicht verunsichern. Von da an treibt Jonas auf täglichen U-Bahn-Fahrten durch die Großstadt, in der Hoffnung irgendwo „angeschwemmt“ zu werden. Zufällig trifft er seinen ehemaligen Chef Marc wieder und beginnt daraufhin, den erfolgreichen jungen Manager zu beobachten. Jonas Verhalten nimmt dabei zunehmend auch kriminelle Züge an, wenn er in die Wohnung von Marc einbricht. Halt sucht er auch bei der aufgeweckten Schülerin Melissa, mit der er sich mehrfach trifft. Jonas verstrickt sich immer weiter in der Lüge und sein merkwürdiges Verhalten belastet zunehmend auch seine Beziehung zu Katharina. Als Katharina rausfindet, dass er Geld von ihr entwendet hat, eskaliert die Situation und Jonas verliert vollends die Kontrolle über die Ereignisse.

## Produktion
Fluten ist der erste Langfilm von Regisseur und Autor Georg Pelzer. Der Film entstand auf der Basis einer 20-seitigen Handlungsbeschreibung, die Dialoge wurden am Set von den Schauspielern improvisiert. Kameramann Christoph Hertel musste die Szenen wie bei einem Dokumentarfilm spontan einfangen. Gedreht wurde an Originalmotiven in Hamburg, u. a. im laufenden U-Bahnbetrieb, im Schanzenviertel, in Eimsbüttel und im Molotow-Club. Weitere Szenen entstanden in Lüneburg und Wremen, die Postproduktion fand in Weimar und Leipzig statt. Durch die Improvisation kamen bei den Dreharbeiten über 60 Stunden Material zustande, der anschließende Schnitt dauert anderthalb Jahre.

## Kritik
„Georg Pelzer hält uns in seinem Spielfilmdebüt Fluten die bunte Spielzeug-Pumpgun des Startup-Regimes an die Schläfe und fragt: Bist du faul? Oder bist du einer von uns? (…) Das Heilsversprechen der Selbstverwirklichung entlarvt Pelzer (…) als Illusion, indem er mit ruhiger Hand das glänzende Image der schönen neuen Arbeitswelt zerlegt“

„Ein beeindruckendes Debüt“

„Mutige Improvisationen, gelungene Besetzung […] Pelzer gelingen in diesem von abweisenden Fassaden geprägten, selbst in seinen Exzessen unnahbaren Hamburg immer wieder intensive Szenen. [Der Film] offenbart […] deutliche dramaturgische Schwächen und mangelnde erzählerische Dichte.“

## Auszeichnungen
- Nominiert für den „Förderpreis Neues Deutsches Kino“ bei den Internationalen Hofer Filmtagen 2019
- Nominiert für den „Hofer Goldpreis“ (Beste Regie eines Debüts) bei den Internationalen Hofer Filmtagen 2019
- Nominiert für den Besten Film, das Beste Drehbuch und das Beste Schauspiel beim Kinofest Lünen 2019
- Nominiert für den Besten Langfilm bei Filmz - Festival des deutschen Kinos 2020